# Бородатая мартышка
Борода́тая марты́шка (лат. Cercopithecus lhoesti) — один из видов мартышек.

## Ареал
Ареал — горные районы восточной части бассейна Конго, горы Вирунга и Рувензори (ДРК, Уганда, Руанда). Обычно водятся на высотах 1500—2500 м над уровнем моря, реже встречаются на высоте 900 м и ниже. В некоторых источниках по этой причине вид упоминается как горная обезьяна.

## Описание вида
Бородатая мартышка — обезьяна с длиной тела 35—70 см, хвост — до 90 см. Масса самцов — до 7,5 кг, самок около 4,5 кг. Шерсть короткая, тёмно-коричневая с белой «бородой». На спине шерсть более светлых тонов серого или коричневого. Мартышки обладают защёчными мешками.
Питание в основном растительное (трава, листья, плоды), но употребляют также и яйца, мелких птиц, ящериц, беспозвоночных.
Обитают небольшими группами до 20 особей.